# Andrea Collinelli
Andrea Collinelli (Ravena, 2 de julio de 1969) es un deportista italiano que compitió en ciclismo en las modalidades de pista, especialista en las pruebas de persecución, y ruta.
Participó en los Juegos Olímpicos de Atlanta 1996, obteniendo una medalla de oro en la prueba de persecución individual y el cuarto lugar en persecucuión por equipos.
Ganó siete medallas en el Campeonato Mundial de Ciclismo en Pista entre los años 1995 y 1998.

## Medallero internacional
| Juegos Olímpicos   | Juegos Olímpicos         | Juegos Olímpicos  | Juegos Olímpicos        |
| Año                | Lugar                    | Medalla           | Competición             |
| ------------------ | ------------------------ | ----------------- | ----------------------- |
| 1996               | Atlanta (Estados Unidos) | Medalla de oro    | Persecución individual  |
| Campeonato Mundial |                          |                   |                         |
| Año                | Lugar                    | Medalla           | Competición             |
| 1995               | Bogotá (Colombia)        | Medalla de plata  | Persecución individual  |
| 1996               | Mánchester (Reino Unido) | Medalla de oro    | Persecución por equipos |
| 1996               | Mánchester (Reino Unido) | Medalla de plata  | Persecución individual  |
| 1997               | Perth (Australia)        | Medalla de oro    | Persecución por equipos |
| 1997               | Perth (Australia)        | Medalla de bronce | Persecución individual  |
| 1998               | Burdeos (Francia)        | Medalla de plata  | Madison                 |
| 1998               | Burdeos (Francia)        | Medalla de bronce | Persecución por equipos |

## Palmarés en pista
- 1996

 Medalla de oro en los Juegos Olímpicos de Atlanta en persecución individual
 Campeón del Mundo en Persecución por equipos (con Adler Capelli, Cristiano Citton y Mauro Trentin)
- 1997

 Campeón del Mundo en Persecución por equipos (con Adler Capelli, Cristiano Citton y Mario Benetton)
1º en los Seis días de Bassano del Grappa (con Cristiano Citton)
- 1998

1º en los Seis días de Grenoble (con Adriano Baffi)
- 1999

1º en los Seis días de Grenoble (con Adriano Baffi)
1º en los Seis días de Fiorenzuola d'Arda (con Mario Cipollini)
- 2000

 Campeón de Italia de Madison (con Silvio Martinello)
1º en los Seis días de Fiorenzuola d'Arda (con Silvio Martinello)

### Resultados a laCopa del Mundo
- 1995

1º en Mánchester, en Persecución
- 1996

1º en Cottbus, en Persecución
- 1997

1º en Fiorenzuola d'Arda, en Persecución
- 1998

1º en Berlín, en Madison
1º en Hyères, en Persecución por equipos
- 2000

1º en Ciudad de México y Turín, en Persecución por equipos

## Palmarés en ruta
- 1997

Vencedor de una etapa del Tour de Olympia
Vencedor de una etapa del Circuit des Mines